# Mongolfierista

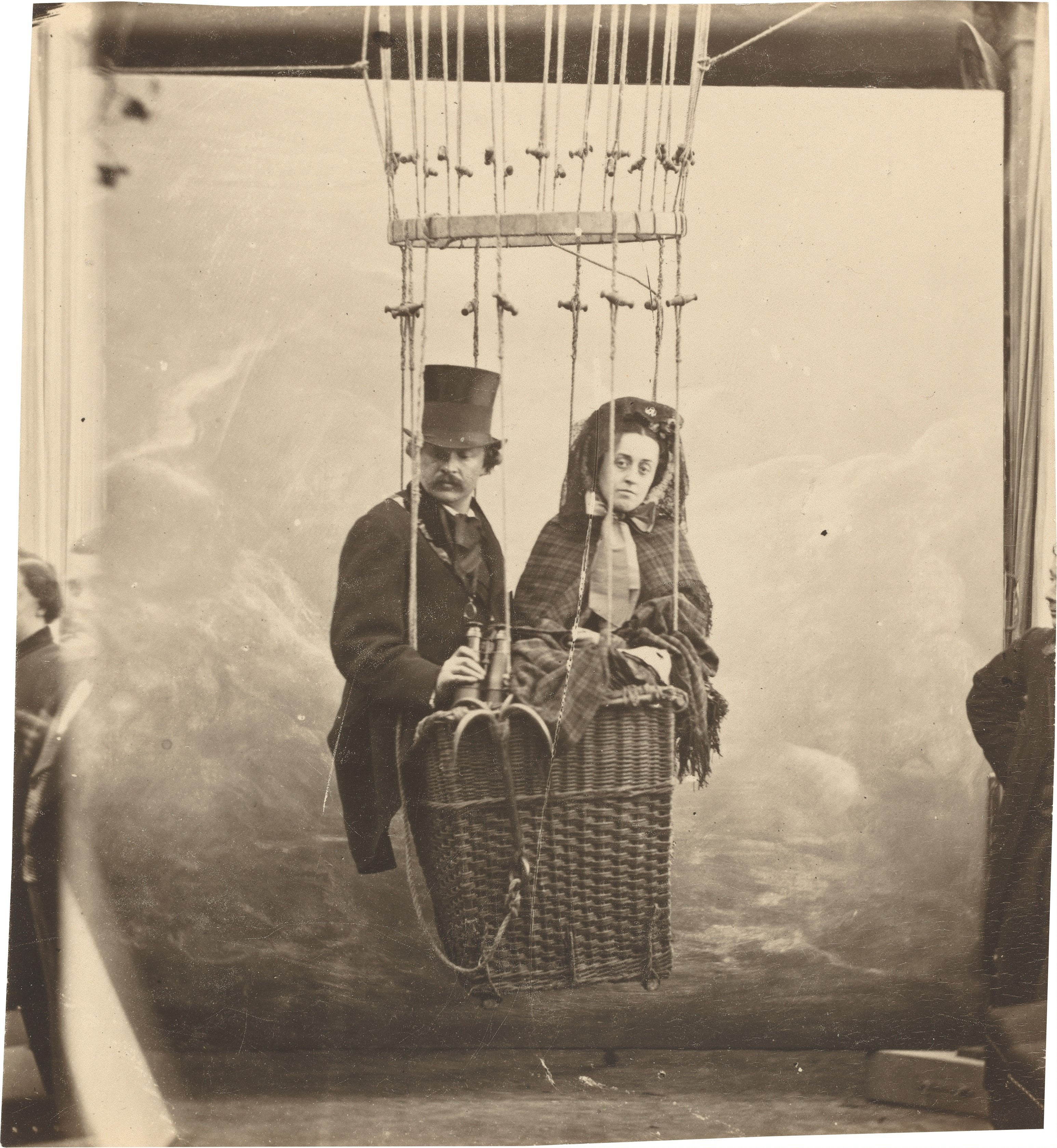
Autoscatto del francese Nadar, al secolo Gaspard-Félix Tournachon, e della moglie.

Con mongolfierista viene identificato un aviatore in possesso del brevetto di volo aerostatico al pari dei dirigibilisti, tuttavia il termine è utilizzato anche per identificare i pionieri dell'aviazione che effettuarono i primi voli grazie alla mongolfiera.
Meno utilizzato ma presente nella bibliografia dal XVIII al XIX secolo è il termine aeronauta, italianizzazione dell'equivalente in lingua francese Aéronaute, che fino all'avvento del dirigibile identificava unicamente i conduttori di mongolfiere.